# Новосибирска област
Новосибирска област (рус. Новосибирская область) је конститутивни субјект Руске Федерације са статусом области на простору Сибирског федералног округа у азијском делу Русије.
Административни центар области је град Новосибирск.

## Етимологија
Област носи име по административном центру, граду Новосибирску. Мања руска насеља у овом делу Сибира су постојала још од XVII века. Тек са крајем XIX века, тачније 1893. године на месту где је постојала само једна црква, оснива се нови град у Сибиру, који убрзо затим добија и званично име Новосибирк („нови-сибирски град“).

## Становништво
| 1989.     | 2002.     | 2010.     |
| --------- | --------- | --------- |
| 2,782,005 | 2,692,251 | 2,665,911 |